# Enicospilus marathwadensis
Enicospilus marathwadensis är en stekelart som beskrevs av Nikam 1980. Enicospilus marathwadensis ingår i släktet Enicospilus och familjen brokparasitsteklar. Inga underarter finns listade i Catalogue of Life.